# جورج ماثيو آدامز
جورج ماثيو آدامز (بالإنجليزية: George Matthew Adams)‏ هو صحفي أمريكي، ولد في 23 أغسطس 1878 في سالين في الولايات المتحدة، وتوفي في 29 أكتوبر 1962.